# Bistumsliga Berlin

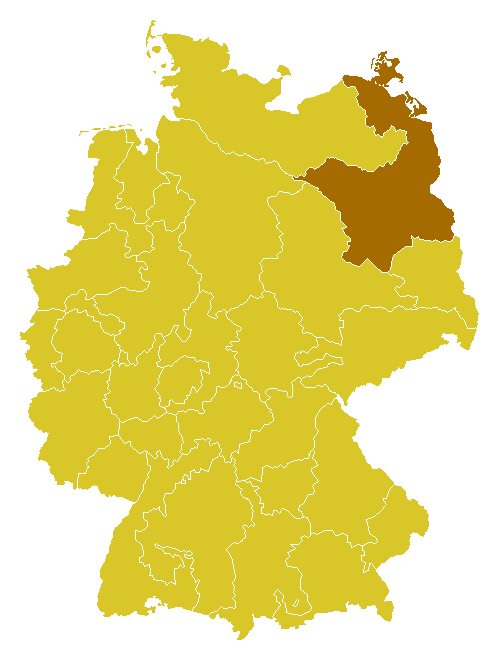
Regionale Einordnung der Bistumsliga

Die Bistumsliga Berlin e. V. ist eine 1990 entstandene katholische Freizeitfußballliga. Am regulären Ligabetrieb, der Bistumsliga-Fußball-Meisterschaft (kurz Bistumsmeisterschaft), nehmen Mannschaften aus der Region des Erzbistums Berlin in verschiedenen Spielklassen teil.
Besondere Aufmerksamkeit erhielt die Bistumsliga Berlin in Vergangenheit speziell aufgrund ihres integrativen Charakters. Als eines der ersten ursprünglich kirchlich organisierten Projekte wurde der Verein bereits vor einiger Zeit, unabhängig vom jeweiligen Glauben oder der Staatsbürgerschaft, allen Interessenten zugänglich gemacht. Daher nehmen heute neben den christlich geprägten Mannschaften auch viele Teams und Spieler anderer Religionen und verschiedener Nationalitäten am Spielbetrieb teil.

## Geschichte der Bistumsliga

### Entwicklung der Bistumsmeisterschaft
Im Jahr 1990 trafen sich Vertreter mehrerer bereits bestehender katholischer Fußballmannschaften aus verschiedenen Kirchengemeinden des Bistums Berlin, um über die Möglichkeit zu beraten, eine regelmäßige Fußballmeisterschaft untereinander auszutragen. Diese Meisterschaft sollte die bis dahin teilweise schon seit Jahren stattfindenden Freundschaftsspiele ersetzen. Neun Teams waren es schließlich, die im Herbst des Jahres eine Liga bildeten und den Spielbetrieb um den Titel des Bistumsmeisters aufnahmen. In der ersten Saison 1990/91 konnte sich die Mannschaft Brandenburg aus der Pfarrgemeinde Heilige Dreifaltigkeit (in Brandenburg an der Havel) die Meisterschaft sichern.
Obwohl die neu geschaffene Liga von der Öffentlichkeit weitestgehend unbemerkt blieb, erfreute sie sich bereits nach kurzer Zeit auch in weiteren Gemeinden regen Interesses. So wuchs schon im zweiten Jahr ihres Bestehens die Anzahl der an der Bistumsmeisterschaft teilnehmenden Mannschaften auf 13. Ein weiterer Anstieg auf 15 mitspielende Teams in der darauf folgenden Saison 1992/93, ermöglichte bereits zu diesem Zeitpunkt die Erweiterung der Bistumsmeisterschaft um eine zusätzliche Liga.
Den bis heute deutlichsten Zuwachs an Mannschaften erfuhr das Turnier in der Spielzeit 1995/96. Allerdings erforderten die nun 29 teilnehmenden Teams eine Umstrukturierung und erneute Erweiterung des Ligasystems. Die 2. Liga wurde daher in die Staffeln A und B aufgeteilt und eine 3. Liga hinzugefügt. Dieser veränderte Aufbau der Meisterschaft erlaubte die Aufnahme fünf weiterer Mannschaften in der folgenden Saison.
Dennoch musste bereits in der Spielzeit 1997/98 die Bistumsmeisterschaft abermals um eine Spielklasse, die 4. Liga, ergänzt werden, um alle 43 nun partizipierenden Mannschaften integrieren zu können. Diese Struktur wurde bis in die Saison 2001/02 beibehalten.
In jener Spielzeit entschloss sich die Ligaleitung, den Aufbau der Meisterschaft erneut zu ändern, diesmal jedoch nicht der Aufnahme neuer Teams wegen, sondern um die Ligastruktur zu vereinfachen. Die Zweiteilung der 2. Liga wurde aufgehoben und im Gegenzug eine 5. Liga gegründet. Die lineare Anordnung der Spielklassen brachte neben einer verbesserten Übersichtlichkeit auch den Vorteil mit sich, dass in Zukunft problemlos neue Ligen an das bestehende System angegliedert werden konnten, sofern das erforderlich würde.
Diese Möglichkeit wurde schließlich in der aktuellen Saison 2006/07 mit der Einführung der 6. Liga genutzt. Bereits in der vergangenen Spielzeit hatten die Organisatoren der Bistumsmeisterschaft die große Nachfrage nach einer weiteren Spielklasse erkannt und im Laufe der Saison vorerst eine inoffizielle 6. Liga, die so genannte Wartelistenliga, gegründet.
Den Spitzenwert an Ligen bildete eine Saison mit sieben verschiedenen Spielklassen, doch aktuell sind die Teilnehmerzahlen rückläufig und so spielen in der Saison 2016/2017 fünf Spielklassen miteinander Fußball.

### Entwicklung weiterer Turniere
Als sich im Herbst 1990 die neun Gründungsmitglieder der Bistumsliga zusammenfanden und den Spielbetrieb aufnahmen, verfolgten sie vorerst ausschließlich das Ziel, eine Meisterschaft, die Bistumsmeisterschaft, auszutragen. Mit der steigenden Anzahl an gemeldeten Mannschaften wurde jedoch schnell der Ruf nach anderen Turnieren in anderen Austragungsformen laut. Daher wurde in der Saison 1992/93, nur zwei Jahre nach Gründung der Bistumsliga, der erste Pokalwettbewerb in den Spielplan aufgenommen. Der so genannte Bistumscup erfreute sich schnell großer Beliebtheit und etablierte sich daher dauerhaft im Terminplan.
Die stetige Zunahme an Mannschaften im Spielbetrieb der Bistumsliga riss jedoch auch in den Folgejahren nicht ab, und so entschlossen sich die Organisatoren in der Spielzeit 1994/95 ein zweites Pokalturnier zu lancieren. Mit der ersten Austragung des ersten Ligapokals schuf man den bis heute einzigen vollständig im K.-o.-System ausgetragenen Wettbewerb der Bistumsliga. Auch die Einführung des Ligapokals war nachhaltig erfolgreich.
Trotz dieses Erfolgs wurde bis in die Saison 1997/98 vorerst kein weiteres Turnier in den Spielplan der Bistumsliga aufgenommen. Aufgrund der wachsenden Popularität des Hallenfußballs und der damit einhergehenden Möglichkeit, die Winterpause des Ligabetriebs zu überbrücken, wurde dann jedoch das Hallen-Masters eingeführt. Die erste Austragung dieses Wettbewerbs fand am 24. und 31. Januar 1998 in den Hallen der Alten Försterei statt. Das Hallen-Masters vervollständigte den Turnierplan der Bistumsliga in Berlin und ist daher das jüngste regionale Turnier.
Die insgesamt kürzeste Vergangenheit als Wettbewerb hat jedoch der Interbistumscup. Dieses Turnier bietet den Mannschaften der Bistumsliga Berlin seit der Saison 2000/01 die Möglichkeit, sich mit über die Bistumsgrenzen hinaus mit Teams aus dem Großraum Cottbus zu messen. Obwohl er gemessen an der Anzahl der teilnehmenden Teams den kleinsten Wettkampf darstellt, konnte sich auch der Interbistumscup schnell im Turnierplan der Bistumsliga etablieren.
Dauerhaft nicht durchsetzen konnte sich hingegen das ISC, eine Partie einer Bistumsligaauswahl gegen die Frauenfußballmannschaft von Tennis Borussia Berlin. Im Jahr 2001 wurde dieses Spiel von der Auswahl der Bistumsliga mit 4:1 gewonnen, 2002 siegte dann die Frauenmannschaft von Tennis Borussia Berlin mit 2:1. Das engste Resultat des ISC gab es 2003, als es bei einem Spielstand von 4:4 nach Ablauf der regulären Spielzeit sogar zum Elfmeterschießen kam. Dieses konnte die Bistumsligaauswahl letztlich mit 9:8 für sich entscheiden. Seither hat jedoch kein weiterer Vergleich stattgefunden.
| Entwicklung der Bistumsliga Berlin auf einen Blick                |
| Die sportliche Entwicklung der Bistumsliga Berlin auf einen Blick |

### Entwicklung der Organisation
In den Anfangsjahren der Bistumsliga war der organisatorische Aufwand für die Planung des Ligabetriebs relativ gering, weswegen ein Verwaltungsapparat zur Leitung der Liga noch nicht benötigt wurde. Auch der Informationsfluss, beispielsweise der Austausch von Spielergebnissen, Torschützen etc. konnte zu dieser Zeit noch formlos telefonisch aufrechterhalten werden. Wichtige Mitteilungen zu den Regeln, Ansetzungen und Tabellen wurden zwar bereits als Kopien an die Mannschaften weitergeleitet, allerdings gab es dafür bis in das Jahr 1995 hinein faktisch keine durchgehende Systematik.
Der Zuwachs an Mannschaften in der Saison 1995/96 sowie der komplexere Aufbau der stetig wachsenden Bistumsmeisterschaft machten nun aber der Ligaleitung die Unumgänglichkeit eines solchen Systems deutlich. Daher erschien im Juli 1995 erstmals der Bistumsliga Informationsdienst (BL-ID) mit einer „Null-Nummer“, welcher Wettbewerbsregeln und Ansetzungen der kommenden Saison beinhaltete. Der BL-ID mit der laufenden Nummer 1 wurde schließlich am 2. September 1995 veröffentlicht. Schnell etablierte sich dieses daraufhin ungefähr monatlich herausgegebene Heft als kaum mehr entbehrliches Kommunikationsmedium und hat diese Stellung bis heute nicht verloren.
Doch auch die Organisatoren selbst gerieten mit der steigenden Anzahl an Teams und Ligen zunehmend an die Grenzen ihrer Leistungsfähigkeit. Als die Bistumsliga in die Saison 1997/98 startete, wurde klar, dass der Aufwand für die Vor- und Nachbereitung sowie Durchführung der Spiele ohne eine feste Organisationsstruktur nicht mehr abgedeckt werden konnte. Aufgrund dessen wurde im Herbst 1997 von der Ligaleitung der Verein Bistumsliga Berlin e. V. gegründet.

## Der Verein Bistumsliga Berlin e.V.

### Allgemein
Der Verein Bistumsliga Berlin ist am 22. September 1997 mit dem Beschluss der Satzung in der Mitgliederversammlung gegründet und am 19. August 1998 ins Vereinsregister des Amtsgerichts Charlottenburg unter der Nummer 18476 Nz eingetragen worden. Aufgrund des Eintrags ins Vereinsregister wird seither der Zusatz e. V. im Namen geführt. Für die Verwendung des Wortes Bistum in der Vereinsbezeichnung wurde im Zuge dessen auch die Erlaubnis des Erzbischöflichen Ordinariats eingeholt. Die Bistumsliga Berlin e. V. hat ihren Sitz in Berlin und nutzt als Geschäftsjahr das Kalenderjahr.

#### Vereinszweck und Grundsätze
Die Bistumsliga Berlin e. V. verfolgt gemäß § 2 Abs. 1 der Satzung „...ausschließlich und unmittelbar gemeinnützige Zwecke […] und zwar durch die Förderung der Allgemeinheit auf dem Gebiet des Sports.“. Dieser Zweck wird insbesondere „...verwirklicht durch die Durchführung der Bistumsliga-Fußball-Meisterschaft.“. Neben dem Vereinszweck führt § 2 der Satzung folgende Grundsätze der Tätigkeit auf:
- die Tätigkeit ist selbstlos und dient daher nicht in erster Linie eigenwirtschaftlichen Zwecken (Abs. 2)
- Organe des Vereins arbeiten in ihren Funktionen ehrenamtlich (Abs. 3)
- Mittelzuflüsse sind satzungsgemäß zu verwenden (Abs. 4)
- Gewinnanteile oder Zuwendungen für die Mitglieder gibt es nicht (Abs. 5)
- Dritte dürfen nicht durch dem Vereinszweck fremde Ausgaben oder übermäßig hohe Vergütungen profitieren (Abs. 5)
- der Verein wahrt parteipolitische Neutralität und verpflichtet sich der Gleichberechtigung aller Völker und Rassen sowie religiöser und weltanschaulicher Toleranz (Abs. 5)

#### Vereinsstruktur
Der Verein Bistumsliga Berlin e. V. besteht aus folgenden Organen:
- Vorstand (Ligaleitung), aufgeteilt in
  - Geschäftsführendem Vorstand, bestehend aus
    - Vorstandsvorsitzendem
    - Stellvertretendem Vorstandsvorsitzenden
    - Kassenwart

  - Erweitertem Vorstand, bestehend aus vier beratenden Mitgliedern
- Mitgliederversammlung, welche regulär einmal jährlich im 1. Quartal stattfindet
- Ausschüsse

Es können im Bedarfsfall weitere selbstständige Abteilungen für jede, im Verein betriebene, Sportart gegründet werden. Für solche Abteilungen gelten die Bestimmungen der Satzung der Bistumsliga Berlin e. V. dann entsprechend.

## Wettbewerbe
Derzeit werden in der Bistumsliga Berlin e. V. diverse Wettbewerbe ausgetragen.
| Saison  | Bistumsmeister  |
| ------- | --------------- |
| 1990/91 | Brandenburg     |
| 1991/92 | Corpus Christi  |
| 1992/93 | Friedrichshagen |
| 1993/94 | Köpenick II     |
| 1994/95 | Maria Frieden I |
| 1995/96 | Mauritius I     |
| 1996/97 | Karlshorst I    |
| 1997/98 | Karlshorst I    |
| 1998/99 | Mauritius I     |
| 1999/00 | Marzahn I       |
| 2000/01 | Heilig Kreuz    |
| 2001/02 | Pankow Blues    |
| 2002/03 | Karlshorst I    |
| 2003/04 | Marzahn I       |
| 2004/05 | Marzahn I       |
| 2005/06 | Marzahn I       |
| 2006/07 | Köpenick I      |

### Bistumsmeisterschaft
Die Bistumsmeisterschaft, deren Austragung die Gründung der Bistumsliga erst veranlasste, ist bis heute der prestigeträchtigste, von der Bistumsliga Berlin e. V. organisierte Wettbewerb. In einem Ligasystem, welches derzeit sechs Spielklassen umfasst, wird dabei seit 1990 jährlich um den Titel des Bistumsmeisters (1. Liga) bzw. um den Aufstieg in eine höhere Liga gespielt.

#### Wettbewerbsmodus
Die Mannschaften in einer Spielklasse spielen in jeder Saison zweimal gegen jede andere Mannschaft derselben Liga. Eine Saison erstreckt sich meist von Anfang September bis Mai oder Juni und wird im Winter durch eine Spielpause (auch Winterpause) unterbrochen. An einem Spieltag der Bistumsmeisterschaft trägt jedes Team im Regelfall zwei direkt aufeinander folgende Partien aus, es sei denn, es hat in einem der Spiele spielfrei.
Am Ende der Spielzeit wird nach den üblichen Kriterien eine Abschlusstabelle aufgestellt. Die in der Saisonabschlusstabelle erstplatzierte Mannschaft der 1. Liga erhält den Titel Bistumsmeister und die beiden ersten Mannschaften der folgenden Ligen steigen am Saisonende eine Spielklasse auf. Im Gegenzug steigen die beiden letztplatzierten Teams aller Ligen (mit Ausnahme der letzten) am Saisonende eine Spielklasse ab.
| Saison  | Bistumscupsieger |
| ------- | ---------------- |
| 1992/93 | Köpenick I       |
| 1993/94 | Köpenick I       |
| 1994/95 | Brandenburg      |
| 1995/96 | Karlshorst I     |
| 1996/97 | Köpenick I       |
| 1997/98 | Karlshorst I     |
| 1998/99 | Pankow Blues I   |
| 1999/00 | Marzahn I        |
| 2000/01 | Köpenick I       |
| 2001/02 | Maria Frieden I  |
| 2002/03 | Köpenick I       |
| 2003/04 | SG Motor Berlin  |
| 2004/05 | Kaulsdorf I      |
| 2005/06 | Marzahn I        |

### Bistumscup
Der Bistumscup ist der erste in die Bistumsliga aufgenommene Pokalwettbewerb und der zweitälteste Wettbewerb nach der Bistumsmeisterschaft. Erstmals ausgetragen wurde der Bistumscup in der Saison 1992/93 und ist seither fester Bestandteil des jährlichen Terminplans. Dieser Pokalwettbewerb ist ein offenes Turnier, das bedeutet es können sich grundsätzlich alle Mannschaften, und nicht nur die in der Bistumsliga organisierten, anmelden.

#### Wettbewerbsmodus
Ausgespielt wird der Bistumscup derzeit nach dem Ende der Bistumsmeisterschaft. Die Startplätze werden von der Ligaleitung nach dem Windhundprinzip an diejenigen Mannschaften vergeben, die zuerst für das Turnier melden.
Am Ende des Turniers erhält der Sieger des Finales den Titel Bistumscupsieger und das im Finale unterlegene Team wird Zweiter.
| Saison  | Ligapokalsieger         |
| ------- | ----------------------- |
| 1994/95 | Mauritius I             |
| 1995/96 | Biesdorf                |
| 1996/97 | Maria Frieden I         |
| 1997/98 | Maria Frieden I         |
| 1998/99 | Maria Frieden I         |
| 1999/00 | Biesdorf / Köpenick III |
| 2000/01 | Marzahn I               |
| 2001/02 | Maria Frieden I         |
| 2002/03 | Heilig Kreuz            |
| 2003/04 | Marzahn I               |
| 2004/05 | Marzahn I               |
| 2005/06 | KFC Polonia I           |
| 2006/07 | Die Füße Gottes II      |
| 2007/08 | Köpenick I              |
| 2008/09 | Rapid Rolandseck 95     |
| 2009/10 | Kaulsdorf I             |
| 2010/11 | Maria Magdalena I       |

### Ligapokal
Der zweite in die Bistumsliga eingeführte Pokalwettbewerb ist der Ligapokal. Seit der Saison 1994/95 wird er jährlich ausgetragen.

#### Wettbewerbsmodus
Der Pokalmodus des Ligapokals ist dem des DFB-Pokals sehr ähnlich. Ausgetragen wird der Wettbewerb während der laufenden Saison an verschiedenen Terminen, wobei durchaus mehrere Runden an einem Tag gespielt werden können. Die Startplatzvergabe erfolgt im Gegensatz zum DFB-Pokal jedoch nicht nach Ligazugehörigkeit oder sportlicher Leistung, sondern im Windhundverfahren. Das heißt, dass die Mannschaften, die zuerst für den Ligapokal melden, auch zuerst berücksichtigt werden.
Die teilnehmenden Teams spielen von Anfang an in einem K.-o.-System gegeneinander. Der Sieger des Finales erhält am Ende den Titel Ligapokalsieger, der Verlierer der Finalpartie wird Zweiter des Turniers.
| Saison  | Hallen-Masters-Sieger |
| ------- | --------------------- |
| 1997/98 | Heilig Kreuz          |
| 1998/99 | Marzahn I             |
| 1999/00 | Marzahn I             |
| 2000/01 | Marzahn I             |
| 2001/02 | Köpenick III          |
| 2002/03 | Pankow Blues          |
| 2003/04 | SG Motor Berlin       |
| 2004/05 | Fusion Berlin         |
| 2005/06 | Marzahn I             |
| 2006/07 | Marzahn I             |

### Hallen-Masters
Das Hallen-Masters ist das einzige Hallenturnier, welches durch die Bistumsliga Berlin e. V. organisiert wird. Es wird seit der Saison 1997/98 ausgetragen. Erwähnenswert ist, dass die bisher einzige Disqualifikation eines Titelgewinners in den verschiedenen Wettbewerben der Bistumsliga die der Mannschaft Pankow Blues beim Hallen-Masters der Saison 2000/01 war. Grund hierfür war der Einsatz eines nicht spielberechtigten Spielers, kurioserweise des späteren Torschützenkönigs. Nachträglich wurde daher dem Team Marzahn I der Titel zugesprochen.

#### Wettbewerbsmodus
Das Hallen-Masters wird traditionell in der Winterpause der Bistumsmeisterschaft, im Januar oder Februar, ausgetragen.
Der Wettbewerbsmodus an sich ist jedoch derselbe wie der des Bistumscups. Lediglich Strafstöße bzw. Strafstoßschießen werden in der Halle aus einer Distanz von 7 Metern durchgeführt und nicht aus 9 Metern, wie es im Freien bei Spielen der Bistumsliga Berlin e. V. üblich ist. Der Sieger der Finalpartie erhält den Titel Hallen-Masters-Sieger, der Unterlegene des Finals wird Zweiter.
| Saison  | Interbistumscupsieger |
| ------- | --------------------- |
| 2000/01 | Köpenick III          |
| 2001/02 | Köpenick I            |
| 2002/03 | Marzahn I             |
| 2003/04 | Marzahn I             |
| 2004/05 | SG Motor Berlin       |
| 2005/06 | Marzahn I             |
| 2006/07 | Marzahn I             |

### Interbistumscup
Der Interbistumscup (kurz IBC) ist das erste und bisher einzige überregionale Turnier, welches von der Bistumsliga Berlin e. V. (mit-)organisiert wird. Seit der Saison 2000/01 messen sich in diesem Pokalwettbewerb vier Teams der Bistumsliga Görlitz mit vier Mannschaften der Bistumsliga Berlin. In der Regel werden für die Bistumsliga Berlin e. V. der aktuelle Bistumsmeister, der aktuelle Ligapokalsieger, der aktuelle Bistumscupsieger sowie der Titelverteidiger, sofern dieser in der Berliner Bistumsliga spielt, nominiert. Sollte eine Mannschaft mehrere Titel errungen haben oder der Vorjahressieger aus der Bistumsliga Görlitz stammen, kann die Ligaleitung diese Plätze mit weiteren Teams füllen. In der Vergangenheit wurden freie Plätze durch ein Losverfahren an teilnahmeinteressierte Mannschaften vergeben.
Der IBC wurde bis 2010 ausschließlich von Mannschaften der Bistumsliga Berlin e. V. gewonnen. 2011 wurde der IBC von der Görlitzer Mannschaft aus Doberlug-Kirchhain gewonnen und 2012 verteidigt.
Durch den Wegfall der BL Görlitz und die insgesamt abnehmenden Teilnehmer wird überlegt den IBC mit dem Bistumscup (auch Pokalwochenende genannt) zusammenzulegen, da auch organisatorisch zwei Turniere in kurzem Abschnitt schwer haltbar sind.

### Die Titelträger im Überblick
Seit bestehen der Bistumsliga haben sich in den 17 Saisons einschließlich der Spielzeit 2006/07, 18 verschiedene Mannschaften Titel sichern können. Die folgenden Übersichten stellen die Meister und Pokalsieger im Überblick bis zur Saison 2006/07 dar.
| Mannschaft      | Meisterschaft | Bistumscup | Ligapokal | Hallen-Masters | IBC | Gesamt |
| --------------- | ------------- | ---------- | --------- | -------------- | --- | ------ |
| Marzahn I       | 4             | 2          | 3         | 5              | 4   | 18     |
| Köpenick I      | 1             | 5          | 0         | 0              | 1   | 7      |
| Maria Frieden I | 1             | 1          | 4         | 0              | 0   | 6      |
| Karlshorst I    | 3             | 2          | 0         | 0              | 0   | 5      |
| Heilig Kreuz    | 1             | 0          | 1         | 1              | 0   | 3      |
| Mauritius I     | 2             | 0          | 1         | 0              | 0   | 3      |
| Pankow Blues I  | 1             | 1          | 0         | 1              | 0   | 3      |
| SG Motor Berlin | 0             | 1          | 0         | 1              | 1   | 3      |

## Regeln
Dieser Abschnitt erläutert die wesentlichen Unterschiede des Regelwerks der Bistumsliga Berlin e. V. zu dem der FIFA bzw. des DFB und setzt daher die Kenntnis der von der FIFA festgelegten Fußballregeln voraus. Es handelt sich außerdem nicht um die kompletten Regeln der Bistumsliga Berlin e. V., sondern um Auszüge, welche die Abweichungen deutlich machen sollen. Sofern keine Ausnahmen angegeben sind, gelten die dargelegten Regelungen für alle gegenwärtig durch die Bistumsliga Berlin e. V. organisierten und im Freien stattfindenden Partien einschließlich der Spiele des Interbistumscups.

### Spielfeld
Die Partien der Bistumsliga Berlin e. V. werden auf Kleinfeldern, also der Hälfte eines normalen Fußballfeldes (auch Großfeld), ausgetragen. Dementsprechend werden statt der gewöhnlichen Fußballtore Kleinfeld- bzw. Hallenfußballtore, die etwa fünf Meter lang und zwei Meter hoch sind, verwendet. Auch der Strafraum ist infolgedessen kleiner. Wo dieser jedoch beginnt bzw. endet liegt aufgrund fehlender Markierungen meist im Ermessen des Schiedsrichters.

### Spielstätten
Die Spiele der Bistumsliga Berlin werden im Gegensatz zu den Partien im Profifußball nicht auf mannschaftseigenen Fußballplätzen in Form von Heim- bzw. Auswärtsspielen ausgetragen, sondern finden auf neutralem Grund statt. Als Ausrichter der Spiele tritt der Verein Bistumsliga Berlin e. V. selbst auf und trägt somit auch die Kosten für die Anmietung der Spielstätten.

### Spieler und die Spielfähigkeit einer Mannschaft
Jede der beiden antretenden Mannschaften darf höchstens sieben spielberechtigte Spieler einsetzen, wovon einer der Torwart ist. Um spielberechtigt zu sein, muss der Spieler für das eigene Team bei der Ligaleitung angemeldet sein. Eine Mannschaft gilt für eine Partie als spielfähig, wenn sie fünf einsetzbare Spieler (inklusive Torwart) zur Verfügung hat.

### Schiedsrichter
Im Spielbetrieb der Bistumsmeisterschaft wird grundsätzlich eine Mannschaft benannt, die Schiedsrichter für die Spiele zu stellen hat. Da aufgrund der ungeraden Anzahl an Teams in den Ligen immer eine Mannschaft spielfrei hat, wird im Regelfall diese verpflichtet die Schiedsrichter zu stellen. In den Pokalwettbewerben sind Schiedsrichter hingegen nicht zwangsläufig vorgesehen. Es kann sein, dass die Ligaleitung auch hier Mannschaften benennt, die Schiedsrichter stellen müssen, oder aber selbst Schiedsrichter stellt, sie muss dies jedoch nicht tun.

### Dauer eines Spiels
Die Spiele der Bistumsmeisterschaft und des Ligapokals bestehen aus zwei Spielhälften von je 25 Minuten. Die Pause zwischen beiden Spielhälften sollte dabei 10 Minuten nicht überschreiten.

### Während des Spiels

#### Aufgehobene Regelungen
Die Abseitsregel wird bei den Spielen der Bistumsliga Berlin e. V. nicht angewendet. Außerdem ist die Anzahl der möglichen Wechsel während der Partie in keiner Weise begrenzt. Die Rückpassregel wurde mit dem Beginn der Saison 2006/07 eingeführt.

#### Geänderte Regelungen
Alle Freistöße, ausgenommen Strafstöße, müssen indirekt ausgeführt werden. Ein direkt zum Torerfolg führender Freistoß wird dementsprechend nicht gewertet. Die sogenannte Mauer muss bei Freistößen mindestens 7 Meter vom Ball entfernt sein. Die Strafstöße werden aufgrund der Größe von Spielfeld und Toren nicht aus einer Entfernung von 11 Metern, sondern aus 9 Metern ausgeführt. Auch die Bestrafung von Vergehen während des Spiels wurde angepasst. Gelbe, gelb-rote und rote Karten kommen nicht zum Einsatz. Stattdessen kann der Schiedsrichter neben den üblichen Ermahnungen Zeitstrafen zwischen 2 und 10 Minuten gegen einen Spieler verhängen. Für diesen Zeitraum wird die Mannschaft des betreffenden Spielers dezimiert und der Spieler darf nicht eingesetzt (eingewechselt) werden. Nach Ablauf der Zeitstrafe werden diese Einschränkungen wieder aufgehoben. Im Gegensatz zum Eishockey endet die Zeitstrafe allerdings nicht vorzeitig, wenn das gegnerische Team unterdessen ein Tor erzielt. Zur Ahndung besonders schwerer Regelverstöße hat der Schiedsrichter auch die Möglichkeit, einen Spieler vom weiteren Spielverlauf auszuschließen und ihn somit des Feldes zu verweisen.

### Bestrafungen außerhalb des Spielgeschehens
Zusätzlich zu den Möglichkeiten, die der Schiedsrichter während des Spiels hat, um Regelverstöße zu ahnden, kann die Ligaleitung bestimmte Vergehen auch nach den Partien bestrafen. Dies bezieht sich insbesondere auf Regelverstöße von besonderer Schwere (z. B. grobe Unsportlichkeit) und solche, die erst im Nachhinein festgestellt werden können (z. B. Einsatz eines nicht gemeldeten Spielers).

## Öffentlichkeitsarbeit

### Medienpräsenz
In den ersten sieben Jahren des Bestehens der Bistumsliga Berlin nahmen die Massenmedien diese – noch in den Kinderschuhen steckende – Freizeitliga praktisch nicht wahr. Einzig ein Artikel in der Tageszeitung junge Welt bildete durch die Erwähnung der Existenz der Liga eine Ausnahme. Dennoch zeigten viele Mannschaften Interesse an dem neuen Projekt und die Zahl der am Ligageschehen teilnehmenden Teams wuchs ständig. Entsprechend nahm auch der Aufwand für die Organisation des Spielbetriebs kontinuierlich zu, bis es im Sommer 1997 schließlich die fehlende Rechtsform war, die erhebliche Schwierigkeiten bei der Platzanmietung verursachte.
Diese Probleme führten im August des Jahres zu zwei Presseberichten, wobei speziell ein Artikel der Berliner Morgenpost eine breite Öffentlichkeit erreichte. Mit Formulierungen wie „Das Sportförderungsgesetz zwingt deshalb nun die Gläubigen in die Knie.“ wurde darin insbesondere die Gesetzgebung kritisiert, welche Vereine bei der Platzvergabe vorrangig behandelte, auch wenn sie aus anderen Stadtbezirken stammten. Die Gründung des Vereins Bistumsliga Berlin e. V. sollte in der Folgezeit die erwähnten organisatorischen Hürden beseitigen.
Gleichwohl erschienen, durch diese Artikel etwas mehr ins Blickfeld der Allgemeinheit gerückt, zukünftig häufiger Beiträge zur Bistumsliga Berlin in den Printmedien. So titelte beispielsweise die B.Z. in ihrer Ausgabe vom 3. Mai 1998 „Die Jesus-Kicker von Berlin“ und bezog sich dabei, wie auch einige andere Artikel, auf die Besonderheit, dass in dieser Freizeitfußballliga zu jener Zeit hauptsächlich Christen mitspielten.
In den Folgejahren wurde speziell der Wandel der Bistumsliga hin zu einem Projekt, an dem auch viele nichtchristliche Mannschaften und Spieler teilnehmen, des Öfteren von diversen Zeitungen thematisiert. Durch Artikel wie zum Beispiel „In der Berliner Bistumsliga führen Ungläubige die Tabelle an“ wurde diese Eigenheit der Bistumsliga Berlin ausführlich dargelegt.
Aktuell erscheinen neben regelmäßigen Berichten in der Katholischen SonntagsZeitung auch weiterhin gelegentlich Artikel in anderen Zeitungen bzw. auf entsprechenden Internetpräsenzen. Zudem hat die regionale Rundfunkanstalt SFB bzw. RBB in der jüngeren Vergangenheit bereits Fernseh- und Radioreportagen über die Bistumsliga Berlin ausgestrahlt.

### Kontakte und Partnerschaften
Der Verein ein wachsendes Netzwerk an Verbindungen zu anderen Organisationen aufgebaut. Dabei stehen aufgrund der Entwicklungsgeschichte der Bistumsliga aus einem religiösen Umfeld heraus Kontakte zu christlichen Institutionen im Vordergrund. Bekannte Partner der Bistumsliga sind unter anderem:
- Der Bund der Deutschen Katholischen Jugend (BDKJ)
- Der DJK-Sportverband
- Das Erzbistum Berlin

Des Weiteren zählen diverse kleinere Vereine zu dem Kontaktnetzwerk der Bistumsliga Berlin e. V.